# Ulysses Bittencourt
Ulysses Uchôa Bittencourt (Manaus, 4 de abril de 1916 — Rio de Janeiro, 19 de março de 1993), também conhecido como Ulysses Bittencourt, foi um jornalista, administrador público e historiador brasileiro. Foi prefeito de Guarapuava, município do estado do Paraná, durante o primeiro mandato do presidente Getúlio Vargas, por indicação do então interventor no estado, Manuel Ribas.
De acordo com o amazonólogo Samuel Benchimol, Ulysses Bittencourt - pesquisador que produziu uma descrição acadêmica do povoamento da bacia Amazônica (Porto Alegre, PUC-RS, 1988) - foi um dos autores que logrou delinear alguns dos tipos humanos da região, especialmente o do coronel de barranco (o assim chamado "barão da borracha", da época do boom amazônico da hévea - que não pertencia ao Exército Brasileiro -, geralmente adquiria uma patente da extinta Guarda Nacional). Outras figuras regionais (o trabalhador ribeirinho; o ex-escravo afrodescendente; e o poeta amazonense - que, muitas vezes, vivia em dificuldades financeiras - da Manaus da primeira metade do século XX) também foram abordadas por Ulysses Bittencourt, em seus trabalhos historiográficos publicados inicialmente na imprensa de Manaus [Nota - U.B. produziu uma resenha sobre o livro Fim de mundo sem fim, de Gebes Medeiros (A&M Editores, 1984)  , que, de acordo com Bittencourt, "(...) [conta] com uma precisão desafiadora, a saga de um grupo humano em determinado seringal do Rio Juruá, a vida de cada um e a coletiva (...) (p. 120); discorreu sobre descendentes de auxiliares negros do desbravador do Baixo Purus (Cap. Manoel Nicolau de Mello ): Carolina dos Santos e seus filhos Fileto, Cecília e Damiana (pp. 104-105); e apresentou um resumo biográfico do poeta-operário Hemetério Cabrinha   , em Patiguá, p. 46].
Graduado pela Escola Nacional de Veterinária, abandonou a profissão de médico veterinário quando se tornou administrador público, tendo sido, em 1939, nomeado prefeito de Guarapuava. Modernizou, em sua gestão, a capital daquele município (Cf. "Depoimento", trecho do Desemb. Lauro Fabrício de M. Pinto: "O Interventor Manuel Ribas (...) [nomeou] prefeito de Guarapuava o jovem Ulysses Bittencourt. (...) O jovem prefeito modernizou a cidade, construíu estadas e pontes, e erigiu (pela primeira vez, naquela velha região pastoril) um posto de monta, que melhorou sensivelmente o rebanho equino do Município" (São Paulo-SP, 28 de fevereiro de 1984), Patiguá, p. 65; artigo publicado originalmente no jornal A Crítica, de Manaus, ed. de 13 de março de 1984).
Membro da Academia Amazonense de Letras  e do Instituto Geográfico e Histórico do Amazonas , escreveu Raiz (Rio de Janeiro: Copy e Arte, 1985), Povoamento da Bacia Amazônica (Porto Alegre, PUC, 1988 - conferência proferida na PUC-RS) e Patiguá (Rio de Janeiro: Copy e Arte, 1993). Articulista, nos anos 1980, do jornal A Crítica, de Manaus, o historiador Mário Ypiranga Monteiro escreveu na apresentação de seu livro Patiguá: "Por muitos anos [seu primeiro livro publicado, Raiz] constituirá o testemunho valioso dos quadros históricos amazonenses não tratados anteriormente (...)" (p. 19). Raiz e Patiguá são citados na obra de Samuel Benchimol Manáos do Amazonas - Memória empresarial, vol. 1 (Manaus: ACA (Associação Comercial do Amazonas) - Fundo Editorial / Governo do Estado do Amazonas, 1994).
Ulysses Bittencourt, foi editor da revista da Grande Loja do Brasil, do Rio de Janeiro. Pesquisador da história do Amazonas, é autor do verbete Benjamin Lima, da Série Memória, da Secretaria de Cultura do Estado do Amazonas  [O teatrólogo Benjamin Lima, que foi diretor do Curso Prático de Teatro (Rio de Janeiro), na gestão do ministro Gustavo Capanema, era sogro do historiador Bittencourt].
De acordo com o livro Ruas de Manaus, de Luiz Carlos de Carvalho (primeira edição: Manaus, 1985), que contém um resumo da biografia de Ulysses Bittencourt, em Manaus existe uma rua com o seu nome. (Carvalho, L.C., Ruas de Manaus, verbete atinente).

## Artigos
- Descrição, por U.B. e pelo Desemb. Lauro Fabrício, de fatos relativos à perturbação da Ordem Pública em Guarapuava e Pitanga-PR, em 1939 (ocasião em que se registrou o acidente do piloto de avição militar Cap. Délio Jardim de Matos, futuro ministro da Aeronáutica do Brasil)

1) O último bandoleiro, por U.B.
Nós, os "pedestres da eternidade", como dizia Ramayana de Chevalier [médico e escritor, autor de No circo sem teto da Amazônia , pai de Ronald de Chevalier, este último o célebre economista amazonense-carioca também conhecido como Roniquito], vivemos várias vidas, passando por inúmeras circunstâncias, boas e más, semelhantes a capítulos de novelas. (...) O violento episódio resultou em que o Governo Estadual mandasse construir Delegacia cercada de toda a segurança.
O cangaço, que praticamente se extinguira com a morte de Lampião em Angicos, no ano de 1938, teve efetivo fim no Paraná, exatamente em Guarapuava, um ano depois [O prefeito Ulysses Bittencourt, no exercício de seu mandato, foi ferido, de raspão, por um projétil de fuzil - que deixou pequena cicatriz num de seus braços -, disparado por um soldado da polícia local (estava ele em seu gabinete, no segundo andar da Prefeitura de Guarapuava, tendo sido o tiro disparado do primeiro andar, por um soldado que alegou ter havido um disparo acidental, quando o fuzil era armado, o que, segundo aquele administrador público e historiador, pode efetivamente ter acontecido, ou seja, pode ter havido acidente no manuseio de arma de fogo - e não atentado político ao chefe do Executivo Municipal de Guarapuava, no ano de 1939 -, de acordo com carta do Desemb. Lauro Fabrício, que, na época, era juiz servindo naquele Município; essa consideração fez com que o desastrado - ou criminoso? - soldado fosse solto dias após esse incidente levemente sangrento, todavia de potencial - por centímetros - mortífero); em suma, não havia conexão do referido soldado com os bandoleiros a que se refere o artigo acima transcrito, nem (possivelmente) com a oposição política local].
(A Crítica, Manaus, 9 de fevereiro de 1983, artigo transcrito em Patiguá, pp. 61–62)
2) Viagem Regressiva, por U.B.
Sob o título de "O último bandoleiro", evoquei, há poucos dias, o dramático incidente de uma fuga de presos, ocorrida em 1939, na cidade de Guarapuava, tendo presenciado alguns lances, como Prefeito daquele importante município paranaense.
Em meio aos acontecimentos sangrentos que culminaram com a morte do chefe do bando, Francisco de Assis, e de alguns de seus sequazes, há um aspecto que deve ser recordado, a fim de mostrar o valor contido às vezes num pequeno gesto.
Guarapuava, fundada há cento e sessenta e cinco anos, é hoje uma bela cidade moderna, sede do Município do mesmo nome, onde se tem realizado a Festa da Maçã; pioneira em vários tipos de produção agrícola, é estação hidromineral e necessária passagem para Foz do Iguaçu. (...) É bem verdade que, morando todos no primeiro andar do Hotel do Comércio (hoje demolido), caso o plano houvesse dado certo, ninguém teria escapado com vida.
Mas, pelo sim, pelo não, será sempre bom tratar dos leprosos e dar boa comida aos presos. Como vimos, nunca se sabe...
(A Crítica, Manaus, 23 de fevereiro de 1984, artigo transcrito em Patiguá, pp. 63–64)
3) Depoimento
Ainda a propósito da crônica intitulada O último bandoleiro, recebi honrosa carta do Desembardador Lauro Fabrício de Melo Pinto (...).
"(...) Tomadas as providências mais urgentes, o Juiz despertou o chefe do telégrafo local; fê-lo improvisar um avião para avisar imediatamente o povo de Pitanga, principalmente o comerciante Joanim Grande. A força veio imediatamente de Curitiba, comandada pelo Cap. B. Evangelista, tendo como auxiliar um bravo tenente, e 20 soldados rumaram celeremente para Pitanga, alcançando os fugitivos na estrada e travando combate com eles.
O avião da base militar de Curitiba voou para Pitanga, levando mensagem de aviso para a população e para Joanim Grande (não havia meios de comunicação telefônica para Pitanga). O excelente aviador alcançou rapidamente Pitanga, mas, preocupado em chamar a atenção dos habitantes para a mensagem que levava, fez diversas evoluções em baixa altura sobre a vila, e, ao lançar a mesma, bateu com a asa do avião num galho de pinheiro e caiu no solo, ferindo-se. Acompanhando os acontecimentos, o Juiz mandou uma ambulância para conduzir o aviador ao hospital de Guarapuava, donde foi removido para o Hospital Militar de Curitiba. Esse bravo aviador era o capitão Délio Jardim de Mattos, hoje nosso excelente Ministro da Aeronáutica. Referirei, mais tarde, a você, a deliciosa revelação desse último fato, e de como soube pelo próprio Brigadeiro Délio, então comandante (e que grande comandante!) da Base Aérea de Curitiba. Basta, por hora, meu querido amigo. Um abraços do, Lauro".
(A Crítica, Manaus, 13 de março de 1984, artigo transcrito em Patiguá, pp. 65–68)
- Apresentação, por 'U.B., de Trilhos de Prata (1992), da escritora amazonense Carmen Nóvoa.
- Prefácio, por U.B, de Pintura brasileira contemporânea, de João Medeiros. São Paulo: Mundo Musical, 1976
- Apresentação, por U.B., de Aventura no lago amazônico: o campeão no Aiapuá (romance), de Amílcar Perlingeiro. Niterói:  Arnaldo Carlos Castelanni Editor, 1969.
- Artigo publicado na revista Baricéa, Manaus, março/abril/1940, p. 13, mantida a grafia do original

Chegou a Manaus, pelo Anselm aqui aportado no dia 26 de Março recem-findo, o jovem médico veterinário Dr. Ulysses Bittencourt, que alguns anos antes tomara passagem para o Rio de Janeiro, onde fôra cursar com brilhantismo a Escola Nacional de Veterinária.
O jovem médico amazonense, filho do nosso presado professor Dr. Agnello Bittencourt, Delegado do Serviço Nacional de Recenseamento, trás para sua terra um documentário que é um histórico palpitante, sobretudo lisongeiro para o seu portador. Regressa à sua terra, ofertando-lhe o título que soube merecer sua perseverança e inteligência.
Aos vinte e poucos anos, uma idade que florece entre as avalanches da maior das crises, a adversidade, esse moço que daqui saiu, levando somente os abraços dos amigos e uma mentalidade apta para uma cultura ainda maior, é um profícuo homem de governo, o elaborador, o idealisador de fantasias realizáveis. Quando, a convite do interventor Manoel Ribas, aceitou o cargo de Prefeito de Guarapuava, Pérola do Oeste, como cognominou a imprensa sadia do Paraná, já tinha em mente a ação notável que faria no Município de Guarapuava, a cidade princesa. Foi o restaurador ousado, de grande senso patriótico, o homem-ação que, em dez meses administrativos, fez a própria imprensa observar que Guarapuava merecia o título de Pérola do Oeste. Com a força do seu entusiasmo moço, construiu pontes, praticou o urbanismo, fez jardins [A praça onde se situa o Museu de Guarapuava, com a galeria de fotos de ex-prefeitos, foi mandada construir por U.B. Nesse museu, o ex-prefeito foi homenageado quando da colocação de sua fotografia na citada galeria de fotos (reprodução de foto de U.B jovem); no Sindicato dos Jornalistas Profissionais no Amazonas consta uma fotografia de Bittencourt já septuagenário], remodelou e calçou ruas, criou um posto de monta e outras ações de marcante progresso.
Êsse amazonense de cultura e patriotismo tomou uma licença de três meses para rever o seu grande Amazonas e abraçar sua digna família. Será um curto estágio e o Dr. Ulysses voltará ao seu posto.
Entretanto, se o Amazonas, farto e bondoso, preparar um futuro brilhante que merece o jovem intelectual, então veremos ficar entre nós, pervagar o nosso horizonte e compartilhar de nossas mesmas desditas e vitórias.
Que sejas feliz e bem-vindo, irmão-amazonas! (Texto reproduzido em Patiguá, p. 13.)
- Apresentação de "Patiguá", por Mário Ypiranga Monteiro.
- Sínteses biográfica de U.B. (autor do livro) e de Appe (autor da ilustração da capa de Patiguá )
- Discurso de Áureo Mello  na tribuna do Senado Federal, março de 1993 (contido na obra Missão Cumprida, coletânea de discursos do escritor e político amazonense). --- EM EDIÇÃO --- (Discurso "Falecimento do Professor Ulysses Uchôa BIttencourt". In Missão Cumprida - Discursos Projetos Pareceres e Apartes 1993-1995, pelo Senador Áureo Mello, Brasília, Editora do Senado Federal (pp. 55-57).
- Sinopse do livro Ruas de Manaus - A história do Amazonas nas ruas de Manaus. 2ª ed. ampliada, de autoria de Luiz Carlos de Carvalho, onde estão contidas as sínteses biográficas dos nomes de ruas de Manaus, entre as quais a Rua U. Bittencourt. Constam, nesse livro, pequenas biografias de pessoas importantes para a História do Amazonas "que são homenageadas nomeando as ruas de Manaus e na sua maioria são totalmente desconhecidas, principalmente pelos jovens amazonenses (...)" .